# في تموز (فلم)
في تموز أو في يوليوز (بالألمانية : Im Juli ) هو فيلم مغامرات و رومانسية و كوميديا ألماني-تركي. 

أخْـرَجَهُ و كَـتَبَهُ فاتح أكين سنة 2000.

تدورُ أغلبُ أحداثِ الفيلم حول سفرٍ طويلٍ من هامبورغ في ألمانيا نحوَ إسطنبول، و تحديداً مضيق البوسفور، في تركيا.

## روابط خارجية
- مقالات تستعمل روابط فنية بلا صلة مع ويكي بيانات